# Wiesengebiete im Mühlviertel
Wiesengebiete im Mühlviertel este o arie protejată (sit de importanță comunitară — SCI) din Austria întinsă pe o suprafață de 574,4 ha, integral pe uscat.

## Localizare
Centrul sitului Wiesengebiete im Mühlviertel este situat la coordonatele 48°32′17″N 14°44′18″E / 48.538°N 14.7384°E.

## Înființare
Situl Wiesengebiete im Mühlviertel a fost declarat sit de importanță comunitară în noiembrie 2014 pentru a proteja 1 specie de plante.

## Biodiversitate
Situată în ecoregiunea continentală, aria protejată conține 9 habitate naturale: Lacuri eutrofice naturale cu vegetație de tip Magnopotamion sau Hydrocharition, Cursuri de apă de la nivel de câmpie la nivel montan, cu vegetație Ranunculion fluitantis și Callitricho-Batrachion, Formațiuni ierboase bogate în specii de Nardus, dezvoltate pe substraturi silicioase în zone montane (și în zone submontane, în Europa continentală), Fânețe de joasă altitudine (Alopecurus pratensis, Sanguisorba officinalis), Fânețe montane, Mlaștini oligotrofe degradate, capabile încă de regenerare naturală, Mlaștini turboase de tranziție și turbării mișcătoare, Păduri de fag Luzulo-Fagetum, Mlaștini împădurite.
La baza desemnării sitului se află o specie protejată de  plante: Gentianella bohemica.